# Dysplasie épiphysaire multiple récessive
La  dysplasie épiphysaire multiple  est une maladie génétique rare caractérisée par des douleurs articulaires, des malformations des pieds, des mains et des genoux.

## Autres noms de la maladie
- Aucun connu

## Étiologie
Mutation du gène SLC26A2 situé sur le locus q32-q33.1 du chromosome 5

## Incidence
Inconnue

## Description
La taille des individus est très légèrement inférieure à la moyenne. La maladie se manifeste principalement au début de la puberté par
- Douleurs articulaires des hanches et des genoux
- Malformations des pieds, des mains et des genoux
- Scoliose

La moitié des personnes atteintes ont en plus
- Clinodactylie
- Division labiale
- Rarement des kystes du pavillon de l'oreille
- Pied bot

## Diagnostic

### Clinique
Outre les signes cliniques, les radiographies osseuses permettent de retrouver des signes très évocateurs de la pathologie.

### Histologie
Signes d’absence de protéoglycanes sulfate dans le cartilage. Le défaut d’incorporation du protéoglycanes sulfate peut être mis en évidence par la culture de fibroblastes.

### Génétique
- Hybridation in situ par fluorescence permet le diagnostic dans 90 % des cas en mettant en évidence les trois mutations les plus fréquentes du gène SLC26A2.
- Analyse séquentielle permet le diagnostic dans 100 % des cas

## Maladies génétiquement reliées
Trois autres maladies (toutes de transmissions autosomiques récessives) sont en rapport avec des mutations du gène SLC26A2

- Achondrogenèse de type IB
- Atélostéogenèse de type II
- Nanisme diastrophique

## Diagnostic différentiel
Outre les maladies qui sont en rapport avec la mutation du gène SLC26A2, les autres dysplasies éphysaires multiples peuvent être discutées.

## Diagnostic prénatal

### Grossesse à bas risque
- Le diagnostic échographique est très difficile, seule l'existence de pied bot peut attirer l'attention de l'échographiste.

### Grossesse à haut risque
- Le diagnostic par hybridation in situ par fluorescence est possible après biopsie de trophoblaste ou amniocentèse si la mutation est connue chez les parents bien que cette maladie n’affecte pas l’intelligence.

## Mode transmission
Transmission autosomique récessive 

## Sources
- (fr) Site de renseignement sur les maladies rares et les médicaments orphelins
- (en) Online Mendelian Inheritance in Man, OMIM (TM). Johns Hopkins University, Baltimore, MD. MIM Number:226900
- (en) GeneTests: Medical Genetics Information Resource (database online). Copyright, University of Washington, Seattle. 1993-2005